# Ekvádorská metoda kompostování

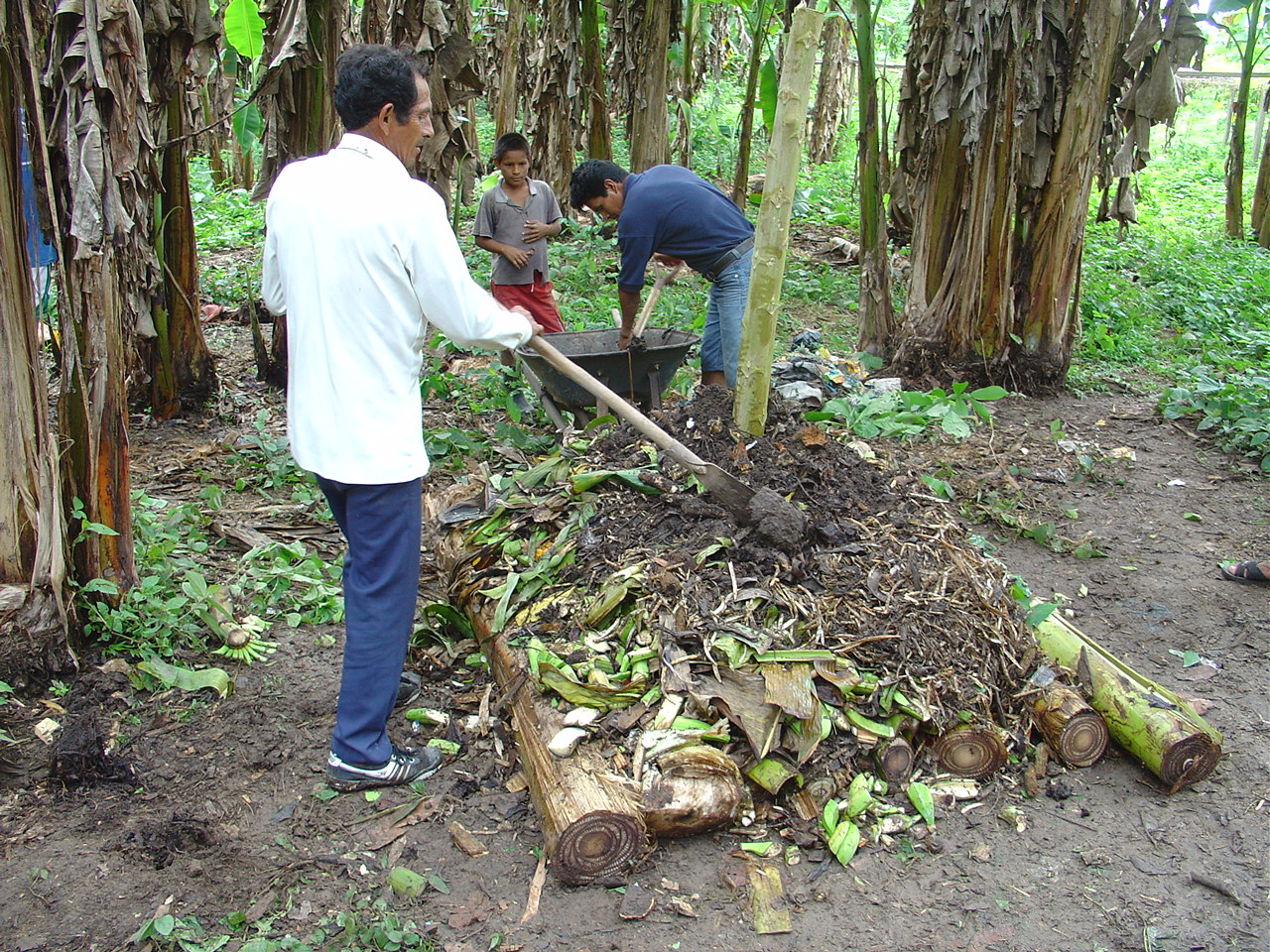
Na vrstvu organických zbytků je navršena tenká vrstva bahna. Vesnice Monte de los Olivos, Region Ucayali, Peru

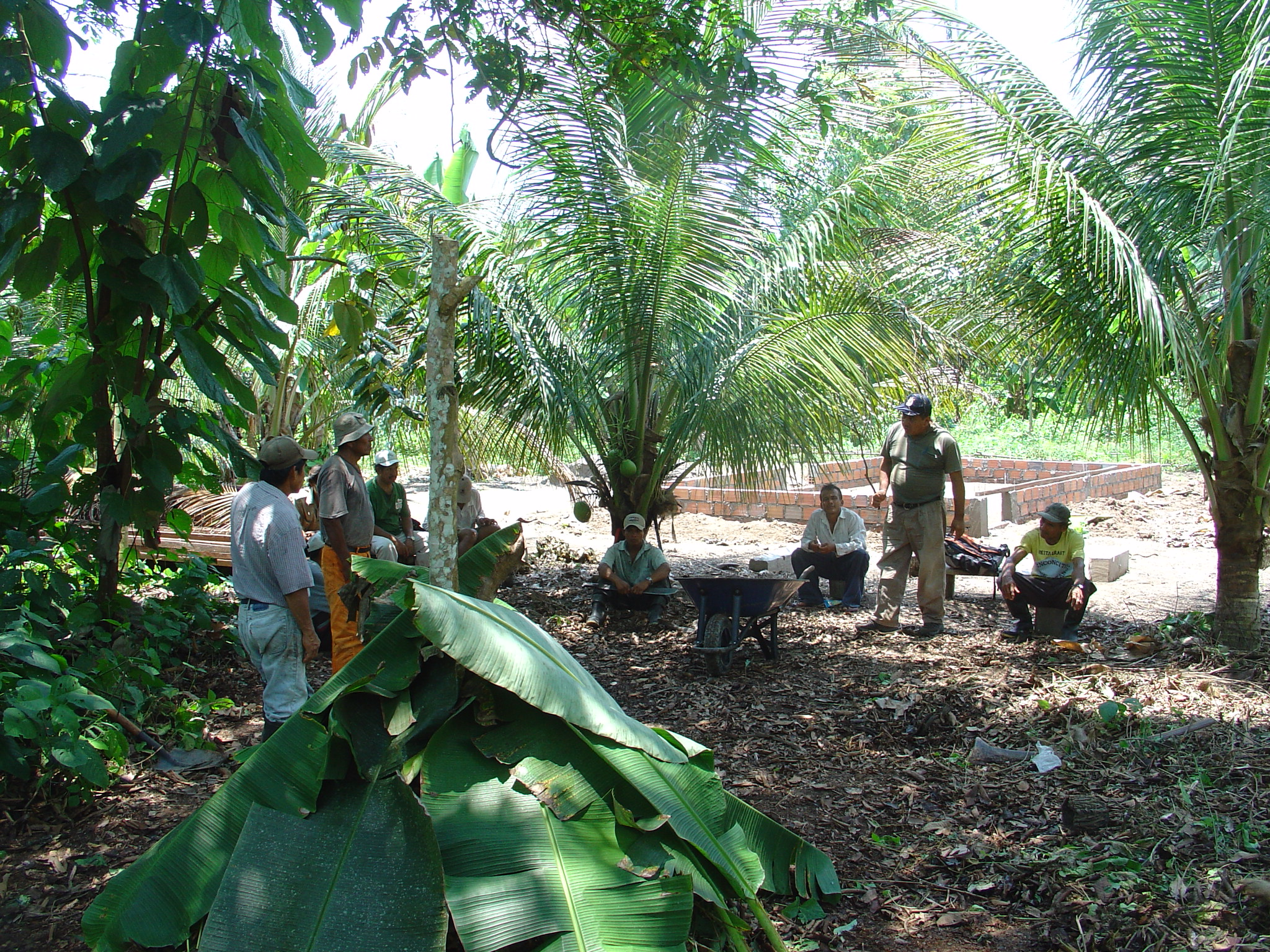
Hromada zakrytá listy banánovníku. Vesnice Santa Tereza, Ucayali, Peru

Ekvádorská metoda kompostování je název metodu kompostování v malém měřítku, která se běžně provádí v nížinatých oblastech Amazonie na území Ekvádoru a Peru. Před založením kompostu je potřeba připravit lože. To se zajistí kmeny stromů, nebo pseudokmeny banánovníků. Uprostřed se vztyčí kůl, kolem kterého se vrší biomasa. Jedná se hlavně o zbytky zeleniny a ovoce, ale může již o jiné zbytky rostlin vznikající jejich zpracováním. Tak jak rodina vytváří organický odpad (jedná se o metodu používanou na venkově), tak se pomalu hromada vrší. Průběžně se prokládá různým typem odpadu a vrstvou bahna. 
Když doroste výšky kolem 1,2 m, je zalita vodou a zakryta velkými listy. Po nějaké době, když si hromada ulehne, je vytažen centrální kůl, který umožní aeraci.